# برگاموتین
برگاموتین (به انگلیسی: Bergamottin) با فرمول شیمیایی C21H22O4 یک ترکیب شیمیایی با شناسه پاب‌کم 277 است. که جرم مولی آن ۳۳۸٫۳۹۷ گرم بر مول می‌باشد. 